# Eliška Přemyslovna
Eliška Přemyslovna (20. ledna 1292 – 28. září 1330) byla dcera českého a polského krále Václava II. a Guty Habsburské, manželka Jana Lucemburského a česká královna. Byla posledním Přemyslovcem na českém trůně.
Václav II. a jeho první manželka Guta spolu měli deset dětí. Eliška se narodila jako páté dítě. Dospělosti se kromě ní dožili Václav III., Anežka, Anna a Markéta. Sama Eliška Přemyslovna měla celkem sedm dětí, čtyři dcery a tři syny. Jako třetí dítě se jí narodil syn Václav (Karel IV.), budoucí císař římský a český král.

## Život

### Dětství a mládí (1292−1308)

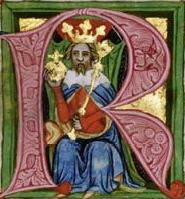
Miniatura Václava II. ve Zbraslavské kronice

Eliška Přemyslovna se narodila 20. ledna 1292 jako třetí dcera českého Václava II. a jeho manželky Guty Habsburské, dcery Rudolfa I. Habsburského a Gerturudy z Hohenbergu. Matka Elišce zemřela už v jejích pěti letech roku 1297. Od roku 1303 Elišku ovlivňovaly kontakty s dominikány, především s význačným diplomatem, dvořanem a mystickým spisovatelem Koldou z Koldic. V roce 1304 Eliška dosáhla dospělosti a tedy i nároku na vlastní dvůr.
Roku 1305 zemřel Eliščin otec Václav II. a následujícího roku byl v Olomouci zavražděn i Eliščin bratr a nový český král Václav III. Protože Václav III. byl posledním mužským příslušníkem rodu Přemyslovců, novým českým krále byl zvolen manžel Eliščiny sestry Anny, vévoda Jindřich Korutanský. Eliščina prvotní radost z Jindřichova nástupu na trůn, od kterého očekávala vzkříšení přemyslovské tradice, se však brzy proměnila v trpké zklamání a pohrdáním novým neschopným králem. Uchýlila se proto do svatojiřského kláštera ke své tetě a abatyši Kunhutě Přemyslovně. Do kláštera se přesunula i s malým dvorem složeným z několika kaplanů a sloužících. Eliška patrně nežila přímo v klášterní klauzuře, ale pravděpodobně v některé z budov na Pražském hradě pod Kunhutiným dohledem.
Jindřich Korutanský byl z Prahy nakrátko vyhnán rakouským vévodu Rudolfem Habsburským, který se nechal zvolit českým králem. Po Rudolfově smrti v roce 1307 se Jindřich v Českých zemích znovu ujmul vlády. Ještě před Korutancovým návratem se z úst přívržence Habsburků Dobeše z Bechyně zřejmě objevila nabídka rakouskému vévodovi Fridrichovi Habsburskému, aby se oženil s Eliškou Přemyslovou a legitimizoval tak svůj nárok na český trůn. Dobeš byl ovšem vzápětí zavražděn Oldřichem a Hynkem Krušinou z Lichtenburka a z dalšího vyjednávání o Eliščině sňatku s Fridrichem proto sešlo.
Zatímco podle Josefa Šusty se Eliška do kláštera uchýlila až po Rudolfově smrti v druhé etapě vlády Jindřicha Korutanského, Karel Stejskal a Jiří Kropáček pobyt Elišky Přemyslovny ve svatojiřském klášteře datují mezi léta 1306 a 1310, k čemuž se přiklonila i Božena Kopičková. Podle Dalimilovy kroniky byl Eliščin pobyt na Pražském hradě přerušen Rudolfem Habsburským, který podle Dalimila z Hradu vyhnal všechny Přemyslovny. Tvrzení je však pochybné, protože obě Eliščiny sestry byly už vdané a v době Rudolfovy vlády na Hradě nepobývaly.

### Sňatek (1309−1310)

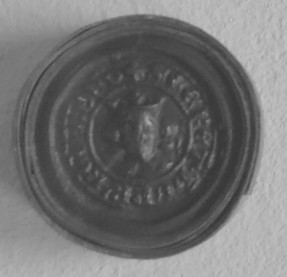
Sekretní pečeť Jindřicha Korutanského

Z řad odpůrců Jindřicha Korutanského postupně začala krystalizovat prolucemburská opozice, jenž si za cíl vzala na trůn dosadit Jana Lucemburského, mladičkého syna nového římského krále Jindřicha VII. Princ Jan se podle jejich plánů měl oženit s Eliškou Přemyslovnou. Eliška se zaobírala zoufalou situací v zemi a rozhodla se proto udělat vše pro její zlepšení, aby zachránila otcovo dědictví. Souhlasila proto s vůdcem prolucemburké opozice, cisterciáckým opatem Konrádem Zbraslavským, že se vdá za mladičkého syna římského krále a stane se českou královnou. Učinila tak s vědomím, že přinese závažný rozkol do svého vztahu s Korutancovou manželkou a svou sestrou Annou. Jindřich VII. se českou otázkou začal vážně zabývat a na jednání s cisterciáckými opaty v Heilbronnu v srpnu 1309 jim potvrdil, že právoplatnou dědičkou českého trůnu je pouze Eliška Přemyslovna, což byl pro cisterciácké vyjednavače značný úspěch.
Jindřich Korutanský se však o záměrech svých odpůrců brzy dozvěděl a do Čech pozval oddíly míšeňského markraběte Fridricha Pokousaného. Zároveň podle vyprávění Petra Žitavského začal Elišku pobývající na Pražském hradě nutit do nerovného sňatku s nevýznamným míšeňským baronem Otou z Burgau-Löbdaburgu. Eliška se tak dostala do svízelné situace, kterou se 28. května 1310 rozhodla řešit svým útěkem z Prahy do Nymburka, při kterém ji kryl šlechtic Jan z Vartemberka a Jindřich z Lipé. Do Prahy se vrátila až 29. června 1310, a to poté, co Prahu znovu ovládla protikorutanská opozice, která zde uspořádala zemský sněm. Český zemský sněm delegoval cisterciácké opaty a zástupce šlechty i patriciátu na říšský sněm svolaný Jindřichem VII. do Frankfurtu nad Mohanem, kde bylo dovršeno jednání o svatbě Jana a Elišky a jejich nástupu na český trůn. Petr Žitavský ve své kronice mluví o Jindřichových snahách na český trůn dosadit místo Jana svého bratra Walrama, Lenka Bobková Petrovo vyprávění však považuje za nepravděpodobné. Dne 25. července byly vyhlášeny zásnuby a jako datum sňatku bylo stanoveno 1. září. Postavení prolucemburské opozice v Čechách mezitim zkomplikovaly události z 18. července 1310, kdy se Jindřich Korutanský s pomocí míšeňských oddílů zmocnil Kutné Hory.

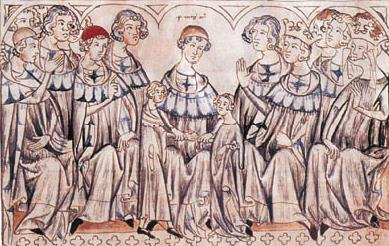
Svatba Jana Lucemburského a Elišky Přemyslovny ve Špýru (Balduineum)

České poselstvo vracející se z jednání ve Frankfurtu Elišku na počátku srpna přimělo, aby se okamžitě vydala na cestu z Čech do Špýru, kde se měla odehrát její svatba s Janem Lucemburským. Jindřich Korutanský se zabránit Elišce v odjezdu z Prahy neodvážil a již 14. srpna Eliška v doprovodu některých pánů opustila Prahu. Pražský biskup Jan IV. z Dražic Elišce k cestě do Německa údajně daroval koně. Dne 18. srpna dorazila do Norimberku, o tři dny později se v Mergantheimu setkala s cisterciáckými opaty Konrádem Zbraslavským a Heidenreichem Sedelckým, předními vyjednavači české prolucemburské strany, kteří po jednání s římskám králem ve Frankfurtu zůstali v říši. Dne 23. srpna se Eliščin průvod zastavil v Sinsheimu, odkud ji do Špýru slavnostně doprovodil Walram Lucemburský. Dne 25. srpna Eliška dorazila do Heimbachu, kde se setkala se svým nastávajícím tchánem Jindřichem VII. a jeho manželkou Markétou Brabantskou. Rozruch na Jindřichově dvoře způsobil Eliščin vzhled. Vyhlížela totiž jako zkušená a dospělá žena nevhodná pro o čtyři roky mladšího čtrnáctiletého mladíka. Podle kroniky Matyáše z Neuburgu se dokonce ozvaly pochybnosti o Eliščině panenství. Dne 30. srpna vstoupil královský průvod do Špýru, kde po okázalé hostině Jindřich VII. udělil Janovi České země v léno. Následujícího dne kolínský arcibiskup Jindřich II. z Virneburgu oddal Jana Lucemburského a Elišku Přemyslovnu v dómu špýrské katedrály.
Výprava Jana Lucemburského do Čech byla zahájena 18. října. Eliška svého manžela na cestě k ovládnutí Českých zemí samozřejmě doprovázela. Janovo vojsko do Čech vstoupilo ze západu přes Chebsko a zamířilo ke Kutné Hoře, kterou se rozhodlo ovládnout nejdříve. Poté, co útok na Kutnou Horu 19. listopadu selhal, mladý český král vytáhl směrem k Praze. Dne 3. prosince se jeho vojákům podařilo proniknout do města. Král Jan vjel jako vítěz do pražských ulic a jeho vojska se brzy s pokřikem Mír, mír mír! zmocnila celého města. Jindřich Korutanský s chotí Annou Přemyslovnou Prahu opustil 9. prosince a Jan s Eliškou se chopili vlády.

### První léta manželství

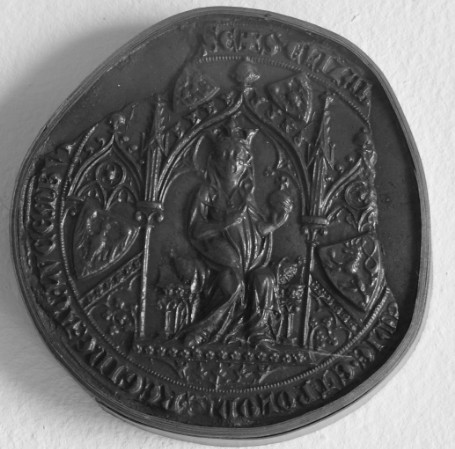
Eliščina pečeť

V prvních relativně klidných letech manželství se narodily dvě dcery Markéta a Jitka. Eliška měla v té době na Jana značný vliv, neboť byla starší a zkušenější. Chtěla, aby Jan obnovil velikost a prestiž českého státu, jako byla v době jejího otce. Jan ale narazil na tvrdou realitu v zemi, kterou ovládala odbojná šlechta. Eliška se snažila uplatňovat svůj vliv ve vládní politice a to i samostatně bez Jana, který byl často nepřítomen a do Čech jezdil většinou jen pro peníze. 
Manželství Jana a Elišky tak začalo dostávat povážlivé trhliny a král trávil stále více času v cizině. Problémem byla i Janova prchlivá povaha, Eliščina tvrdohlavost a také rozdílné názory obou manželů na státní záležitosti.
Vláda Jana Lucemburského tak postupně přerůstala v boj mezi oběma manželi a jejich příznivci. Na straně Jana stáli šlechtici v čele s Jindřichem z Lipé a na straně Elišky její hlavní spojenec Vilém Zajíc z Valdeka a jeho příznivci. Jednalo se nejenom o osobní nevraživost, ale hlavně o výnosné posty.

#### Válka královen
Eliška nesnášela svou nevlastní matku Elišku Rejčku a posléze i jejího životního druha Jindřicha z Lipé, který se začal objevovat po jejím boku. V zemi tak vykrystalizovaly dvě skupiny šlechty, jedna vedená Jindřichem a Eliškou Rejčkou, druhá vedená Eliškou Přemyslovnou a jejím spojencem Vilémem Zajícem z Valdeka. Jindřichova skupina byla nepoměrně silnější, neboť jej mnozí považovali za většího ochránce českých zájmů, než jakým byl Jan Lucemburský a jeho ctižádostivá manželka Eliška.
Jan Lucemburský nechal Jindřicha v roce 1315 zatknout pro podezření ze zpronevěry peněz. Na tomto obvinění měla zásadní podíl jeho žena Eliška. To vyvolalo nepokoje mezi šlechtou a král musel na její nátlak Jindřicha propustit. Po těchto událostech se dokonce sblížil s Jindřichem i Eliškou Rejčkou. To ještě zvětšilo nepřátelství mezi oběma královnami.
Situaci mezi Eliškou Přemyslovnou a královnou vdovou Eliškou Rejčkou vcelku výstižně charakterizuje pojem „válka královen“. Každá z nich stála na opačné straně sporů mezi šlechtou a králem. Tyto spory postupně přerostly i v otevřenou válku mezi Eliškou a jejím manželem. Jan nakonec přistoupil na požadavky české šlechty vedené Jindřichem z Lipé. Eliška s tím však nesouhlasila. To všechno vyvolalo jeho odpor k zemi, kde začal být nazýván cizincem. Věnoval se raději zahraniční politice, která mu přinesla na mezinárodní scéně nemalou prestiž.

### Rozpad manželství

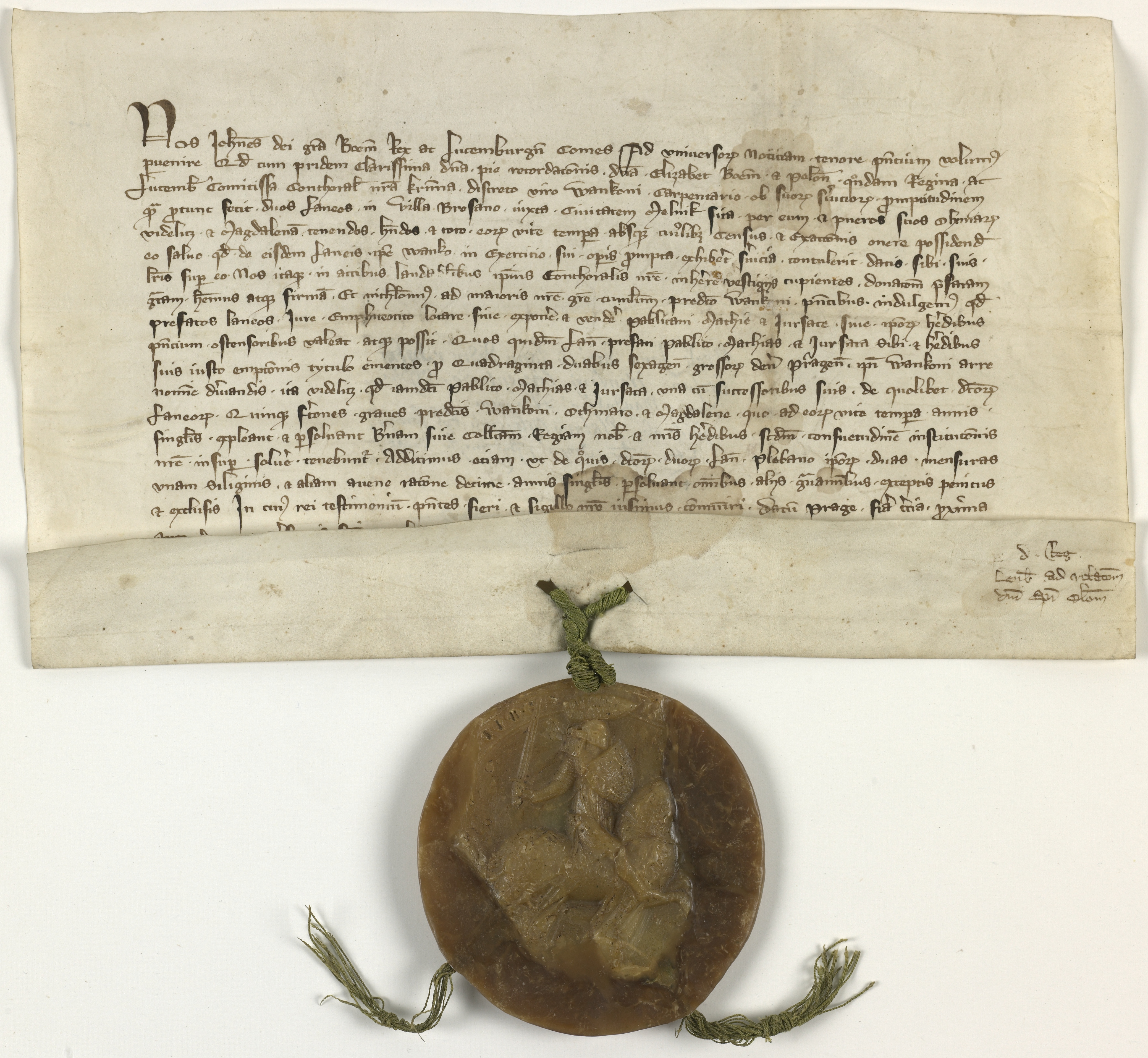
Listina Jana Lucemburského z roku 1336, která potvrzuje tesaři Vaňkovi darování dvou lánů ve vsi Brozánky od královny Elišky (Archiv města Mělník, sign. L1, SOkA Mělník)

Přes všechny rozpory mezi manželi porodila Eliška roku 1316 syna Václava, pozdějšího krále Karla IV, a v roce 1318 dalšího syna Přemysla Otakara. Roku 1319 se však manželství rozpadlo úplně. Jan uvěřil obvinění, které mu našeptal Jindřich z Lipé, že Eliška usiluje o český trůn pro svého syna Václava. Přepadl hrad Loket, kde Eliška žila v ústraní, a vzal jí tři nejstarší děti. Především mu šlo o nejstaršího syna Václava, následníka trůnu. Jeho cílem také bylo zabránit Elišce v působení na politiku království.
| „                   | Král, prudkým hněvem uchvácen, přichvátal tudíž se zástupem branných do Lokte, kdež královna s dítkami svými bydlila. Do hradu vstoupiv, kázal hned, aby posádka tamější opustila místa svá na věžích a zdích, postoupila jich lidem nově od něj přivedeným, a když oni, zaraženi rozkazem tak nenadálým, octli se v rozpacích, kázal hned stříleti do nich jako do nepřátel. Královna lekla se náramně, domnívajíc se zpočátku, že manžel její snad smyslem se pominul. Ale z klamu svého brzy vyvedena jest, když co nejen od nejvěrnějších jejích služebníkův a služebnic, ale i od všech dítek ji odloučiv, do Mělníka ji poslal, kdežto se skromnou družinou život svůj v osamělosti tráviti měla. | “ |
| — František Palacký | |   |

V témže roce se proti králi a jeho politice vzedmula vlna odporu. Královna společně s posledním spojencem, Vilémem Zajícem z Valdeka a dalšími odpůrci Jindřicha z Lipé, obsadila Prahu. Janovo vojsko však bylo silnější a vzpoura skončila prohrou Elišky, která se pak odebrala na Mělník.
Manželé se ještě nakrátko sblížili v roce 1321, kdy byl Jan těžce zraněn. Narodil se jim třetí syn Jan Jindřich. Pak opět přišly neshody a Eliška před Janem uprchla do Bavorska ke svému zeti a jeho ženě – dceři Markétě. Zde se jí roku 1323 narodila dvojčata Anna a Eliška. Jan o svou ženu přesto neprojevoval zájem a dokonce jí zastavil výplatu důchodů. Eliška tak žila hlavně z podpory příbuzných.

### Návrat do Čech

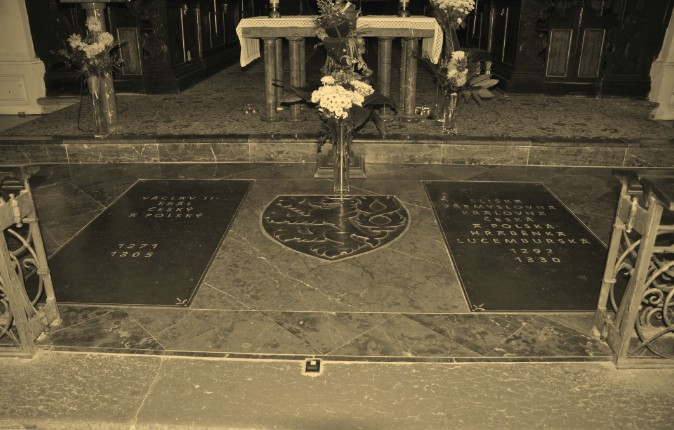
Náhrobek Elišky Přemyslovny a jejího otce Václava II.

Do Čech se Eliška vrátila v roce 1325. Byla oslabená souchotinami, zlomená událostmi a pokořená svým manželem. V politických kruzích neměla již nikoho blízkého, neboť její jediný největší spojenec Vilém Zajíc z Valdeka zemřel v roce 1321 během vojenského tažení. Rodinnou oporou jí zůstal především bratr Jan Volek, levoboček Václava II. Její potomci mezitím kvůli uzavřeným sňatkům pomalu opouštěli Čechy. Jediným dítětem, jež s Eliškou zůstalo až do smrti, byla nejmladší dcera Anna.
Ke konci života se Eliška věnovala sbírání svatých ostatků, podpoře stavby Zbraslavského kláštera a rovněž usilovala o svatořečení Anežky České. Zemřela v osmatřiceti letech 28. září 1330 na tuberkulózu v domě Jana Volka na Vyšehradě. Dne 1. října 1330 byla pohřbena na Zbraslavi v přemyslovské nekropoli v kostele sv. Jakuba Většího. Spočinula tak vedle svého otce Václava II. a svého bratra Václava III. Po své smrti sem byl pochován i její vnuk Václav IV. se svou manželkou Johankou Bavorskou.

## Potomci
- Markéta Lucemburská (1313–1341) ∞ Jindřich II. Dolnobavorský (1305–1339), dolnobavorský vévoda
- Jitka/Bona Lucemburská (1315–1349) ∞ Jan II. Francouzský (1319–1364), budoucí francouzský král
- Václav/Karel IV. (1316–1378), český král a římský císař ∞
  - 1/ 1323 Blanka z Valois (1316–1348), dcera hraběte Karla z Valois a Mahaut de Châtillon, sestra francouzského krále Filipa VI.
  - 2/ 1349 Anna Falcká (1329–1353), dcera rýnského falckraběte Rudolfa II. a Anny Korutanské (Tyrolské)
  - 3/ 1353 Anna Svídnická (1339–1362), dcera knížete Jindřicha II. Svídnického a princezny Kateřiny Uherské
  - 4/ 1363 Alžběta Pomořanská (1346/7–1393), dcera pomořanského vévody Bogislava V. a Alžběty Polské, dcery krále Kazimíra III.
- Přemysl Otakar ( 22.11.1318– 20.4.1320)
- Jan Jindřich (1322–1375), moravský markrabě ∞
  - 1/ 1330 Markéta Pyskatá (1318–1369), tyrolská hraběnka, dcera vévody Jindřicha Korutanského a Adléty Brunšvické
  - 2/ 1349/50 Markéta Opavská (1325/30–1363), dcera Mikuláše II. Opavského a Anny Ratibořské
  - 3/ 1364 Markéta Habsburská (1346–1366), dcera rakouského vévody Albrechta II. Chromého a Johany z Pfirtu
  - 4/ 1366 Alžběta Oettingenská († 1409), dcera hraběte Albrechta Oettingenského
- Anna Lucemburská (1323–1338) ∞ Ota Habsburský (1301–1339), syn římského krále Albrechta I. a Alžběty Goricko-Tyrolské
- Eliška Lucemburská (27/28.3.1323 – mezi 1324-1330)

## Vývod zpředků
|                    |                            |  |                       |                           |  |  |  |  |  |  |  | Přemysl Otakar I. |
|                    |                            |  |                       |                           |  |  |  |  |  |  |  |                   |
|                    | Václav I. Český            |  |                       |                           |  |  |  |  |  |  |  |                   |
|                    |                            |  |                       |                           |  |  |  |  |  |  |  |                   |
|                    |                            |  |                       | Konstancie Uherská        |  |  |  |  |  |  |  |                   |
|                    |                            |  |                       |                           |  |  |  |  |  |  |  |                   |
|                    | Přemysl Otakar II.         |  |                       |                           |  |  |  |  |  |  |  |                   |
|                    |                            |  |                       |                           |  |  |  |  |  |  |  |                   |
|                    |                            |  |                       | Filip Švábský             |  |  |  |  |  |  |  |                   |
|                    |                            |  |                       |                           |  |  |  |  |  |  |  |                   |
|                    | Kunhuta Štaufská           |  |                       |                           |  |  |  |  |  |  |  |                   |
|                    |                            |  |                       |                           |  |  |  |  |  |  |  |                   |
|                    |                            |  |                       | Irena Angelovna           |  |  |  |  |  |  |  |                   |
|                    |                            |  |                       |                           |  |  |  |  |  |  |  |                   |
|                    | Václav II.                 |  |                       |                           |  |  |  |  |  |  |  |                   |
|                    |                            |  |                       |                           |  |  |  |  |  |  |  |                   |
|                    |                            |  |                       | Michal Černigovský        |  |  |  |  |  |  |  |                   |
|                    |                            |  |                       |                           |  |  |  |  |  |  |  |                   |
|                    | Rostislav Haličský         |  |                       |                           |  |  |  |  |  |  |  |                   |
|                    |                            |  |                       |                           |  |  |  |  |  |  |  |                   |
|                    |                            |  |                       | Helena Haličská           |  |  |  |  |  |  |  |                   |
|                    |                            |  |                       |                           |  |  |  |  |  |  |  |                   |
|                    | Kunhuta Uherská            |  |                       |                           |  |  |  |  |  |  |  |                   |
|                    |                            |  |                       |                           |  |  |  |  |  |  |  |                   |
|                    |                            |  |                       | Béla IV. Uherský          |  |  |  |  |  |  |  |                   |
|                    |                            |  |                       |                           |  |  |  |  |  |  |  |                   |
|                    | Anna Uherská               |  |                       |                           |  |  |  |  |  |  |  |                   |
|                    |                            |  |                       |                           |  |  |  |  |  |  |  |                   |
|                    |                            |  |                       | Marie Laskarina           |  |  |  |  |  |  |  |                   |
|                    |                            |  |                       |                           |  |  |  |  |  |  |  |                   |
| Eliška Přemyslovna |                            |  |                       |                           |  |  |  |  |  |  |  |                   |
|                    |                            |  |                       |                           |  |  |  |  |  |  |  |                   |
|                    |                            |  | Rudolf II. Habsburský |                           |  |  |  |  |  |  |  |                   |
|                    |                            |  |                       |                           |  |  |  |  |  |  |  |                   |
|                    | Albrecht IV. Habsburský    |  |                       |                           |  |  |  |  |  |  |  |                   |
|                    |                            |  |                       |                           |  |  |  |  |  |  |  |                   |
|                    |                            |  |                       | Anežka Štaufská           |  |  |  |  |  |  |  |                   |
|                    |                            |  |                       |                           |  |  |  |  |  |  |  |                   |
|                    | Rudolf I. Habsburský       |  |                       |                           |  |  |  |  |  |  |  |                   |
|                    |                            |  |                       |                           |  |  |  |  |  |  |  |                   |
|                    |                            |  |                       | Ulrich III. z Kyburgu     |  |  |  |  |  |  |  |                   |
|                    |                            |  |                       |                           |  |  |  |  |  |  |  |                   |
|                    | Hedvika z Kyburgu          |  |                       |                           |  |  |  |  |  |  |  |                   |
|                    |                            |  |                       |                           |  |  |  |  |  |  |  |                   |
|                    |                            |  |                       | Anna z Zähringenu         |  |  |  |  |  |  |  |                   |
|                    |                            |  |                       |                           |  |  |  |  |  |  |  |                   |
|                    | Guta Habsburská            |  |                       |                           |  |  |  |  |  |  |  |                   |
|                    |                            |  |                       |                           |  |  |  |  |  |  |  |                   |
|                    |                            |  |                       | Burkhard II. z Hohenbergu |  |  |  |  |  |  |  |                   |
|                    |                            |  |                       |                           |  |  |  |  |  |  |  |                   |
|                    | Burkhard III. z Hohenbergu |  |                       |                           |  |  |  |  |  |  |  |                   |
|                    |                            |  |                       |                           |  |  |  |  |  |  |  |                   |
|                    |                            |  |                       | Willpirga z Aichelbergu   |  |  |  |  |  |  |  |                   |
|                    |                            |  |                       |                           |  |  |  |  |  |  |  |                   |
|                    | Gertruda z Hohenbergu      |  |                       |                           |  |  |  |  |  |  |  |                   |
|                    |                            |  |                       |                           |  |  |  |  |  |  |  |                   |
|                    |                            |  |                       | Rudolf II. z Tübingenu    |  |  |  |  |  |  |  |                   |
|                    |                            |  |                       |                           |  |  |  |  |  |  |  |                   |
|                    | Mechtilda z Tübingenu      |  |                       |                           |  |  |  |  |  |  |  |                   |
|                    |                            |  |                       |                           |  |  |  |  |  |  |  |                   |
|                    |                            |  |                       |                           |  |  |  |  |  |  |  |                   |
|                    |                            |  |                       |                           |  |  |  |  |  |  |  |                   |